# Slobozia (Ștefan Vodă)
Slobozia è un comune della Moldavia situato nel distretto di Ștefan Vodă di 3.821 abitanti al censimento del 2004.